# Joanópolis (ort)
Joanópolis är en ort i Brasilien.   Den ligger i kommunen Joanópolis och delstaten São Paulo, i den sydöstra delen av landet, 800 km söder om huvudstaden Brasília. Joanópolis ligger 911 meter över havet och antalet invånare är 11 772.
Terrängen runt Joanópolis är kuperad. Närmaste större samhälle är Piracaia, 16,1 km sydväst om Joanópolis.
Omgivningarna runt Joanópolis är huvudsakligen savann. Runt Joanópolis är det ganska glesbefolkat, med 31 invånare per kvadratkilometer.